# Atentatul din Amsterdam (2025)
Pe data de 27 martie 2025, un atac cu cuțitul a avut loc în zona Sint Nicolaasstraat în apropiere de centrul Pieței Dam, Amsterdam, Țările de Jos, rezultând în cel puțin cinci răniți.

## Înjunghiere
Atacul a avut loc cu puțin înainte de ora locală 15:20 în Sint Nicolaasstraat, lângă Piața Dam, una dintre principalele atracții turistice din Amsterdam. Primele rapoarte primite de poliție au caracterizat evenimentul drept un potențial jaf. Martorii din zonă au descris că au auzit „țipete pătrunzătoare”, urmate de confuzie momentană în rândul pietonilor și vizitatorilor. Mai mulți trecători au observat oameni care se grăbeau spre locul unde a avut loc atacul, în timp ce alții au fugit din zonă în panică. Poliția a fost chemată în jurul orei 15:30.
Victimele au fost o femeie de 67 de ani și un bărbat de 69 de ani cu naționalitate americană, un bărbat de 26 de ani cu naționalitate poloneză, o belgiană de 73 de ani și o olandeză locală de 19 ani din Amsterdam.
Atacatorul a fugit de la locul faptei peste Gravenstraat. Pe Nieuwendijk, suspectul a fost oprit și reținut de un spectator. Documentarea video a incidentului a dezvăluit că un bărbat, identificat ulterior ca turist britanic, l-a reținut pe suspect, aplicând presiune pe spate, în timp ce își controla brațul până când personalul de poliție a sosit la fața locului. Câțiva alți trecători l-au confruntat fizic pe suspect, un martor descriind că „un tip l-a lovit cu piciorul și i-a rupt glezna” când a încercat să fugă. Același martor a indicat că suspectul ar fi putut suferi leziuni faciale în timpul intervenției cetățeanului. Turistul care a reușit să-l aresteze de către cetățeanul suspect a primit o insignă de erou de către primarul Femke Halsema. Primarul a afirmat că cetățeanul britanic a preferat să rămână anonim, caracterizându-l drept „foarte modest”, fără dorință de recunoaștere publică.

## Răspuns
Poliția din Amsterdam a mobilizat resurse semnificative în urma notificării atacului. Răspunsul de urgență a inclus aproximativ 14 vehicule de poliție, unități de motociclete, mai multe ambulanțe și un elicopter medical care a aterizat direct în Piața Dam. Autoritățile au stabilit cordoane extinse atât în strada Sint Nicolaasstraat, cât și în Piața Dam. După scurt timp, oamenii legii au cerut publicului să evite apropierea pentru a facilita operațiunile de urgență și procedurile de investigare.

## Arestarea suspectului
Un suspect a fost arestat de poliție. Poliția a făcut apel la trecători să le trimită videoclipuri sau fotografii cu atacul. Ulterior, făptuitorul a fost identificat ca fiind un cetățean ucrainean de 30 de ani din Donețk, numit „Roman D.”. Polițiștii au declarat că au avut dificultăți în a verifica identitatea lui, deoarece avea mai multe cărți de identitate cu nume diferite și a refuzat să coopereze cu forțele de ordine în ceea ce privește identitatea sa.
Înainte de atac, Roman D. s-ar fi cazat la hotelul Delta situat pe Damrak, la aproximativ câteva sute de metri de locul unde au avut loc înjunghiurile. Investigațiile au stabilit că acesta s-a echipat cu mai multe cuțite, sugerând premeditare. Investigațiile inițiale au sugerat că victimele au fost selectate aleatoriu, fără o motivație țintită aparentă. Potrivit relatărilor martorilor furnizate instituțiilor de presă, suspectul a încercat să fugă de la fața locului în urma înjunghiurilor, dar a fost împiedicat să scape de trecători.
În urma arestării sale, a fost transportat pentru a primi îngrijiri medicale pentru leziunile la picioare suferite în timpul reținerii sale. Începând cu 29 martie, el a fost reținut în secția medicală a unei instituții de corecție din Scheveningen. O dată în judecată a fost stabilită pentru 1 aprilie 2025 cu privire la viitorul său în detenție și este investigată de poliția olandeză pentru acte de terorism.